# Champawat (district)
Champawat is een district van de Indiase staat Uttarakhand. Het district telt 224.461 inwoners (2001) en heeft een oppervlakte van 1781 km².
Almora · Bageshwar · Chamoli · Champawat · Dehradun · Haridwar · Nainital · Pauri Garhwal · Pithoragarh · Rudraprayag · Tehri Garhwal · Udham Singh Nagar · Uttarkashi